# 厚鱗小銀漢魚
厚鱗小銀漢魚，為輻鰭魚綱銀漢魚目擬銀漢魚科的其中一種，分布於東太平洋薩爾瓦多至秘魯海域，為熱帶魚類，體長可達16公分，棲息在沿岸珊瑚礁水域，生活習性不明。